# 다케자와역
다케자와역(일본어: 竹沢駅, たけざわえき)은 일본 사이타마현 히키군 오가와정에 있는 동일본 여객철도(JR동일본) 하치코 선의 역이다.

## 타는 곳
| 1 | ■하치코 선 | 오가와마치・고마카와 방면 |
| 2 | ■하치코 선 | 요리이・다카사키 방면     |

## 인접역
동일본 여객철도
■하치코 선
오가와마치 - 다케자와 - 오리하라